# Liste der Biografien/Wef
Liste der Biografien |
Portal Biografien |
Personensuche
# |
A |
B |
C |
D |
E |
F |
G |
H |
I |
J |
K |
L |
M |
N |
O |
P |
Q |
R |
S |
T |
U |
V |
W |
X |
Y |
Z |
?
 
Wa |
Wc |
Wd |
We |
Wh |
Wi |
Wj |
Wl |
Wn |
Wo |
Wr |
Ws |
Wt |
Wu |
Ww |
Wy |
Wz
 
Wea |
Web |
Wec |
Wed |
Wee |
Wef |
Weg |
Weh |
Wei |
Wej |
Wek |
Wel |
Wem |
Wen |
Weo |
Wep |
Wer |
Wes |
Wet |
Weu |
Wev |
Wew |
Wex |
Wey |
Wez
Die Liste der Biografien führt alle Personen auf, die in der deutschsprachigen Wikipedia einen Artikel haben. Dieses ist eine Teilliste mit 15 Einträgen von Personen, deren Namen mit den Buchstaben „Wef“ beginnt.

## Wef

### Wefa
- Wefald, Knud (1869–1936), US-amerikanischer Politiker
- Wefayi (1844–1902), kurdischer Intellektueller

### Wefe
- Wefel, Kalla (* 1951), deutscher Kabarettist, Autor, Übersetzer, Komponist und Musiker
- Wefeld, Hans Joachim (1926–2001), deutscher Chronist
- Wefelmeier, Jürgen (* 1943), deutscher Ministerialbeamter und Staatssekretär (Hessen)
- Wefelmeyer, Bernd (* 1940), deutscher Dirigent und Komponist
- Wefelscheid, Heinrich (1941–2020), deutscher Mathematiker
- Wefelscheid, Stephan (* 1978), deutscher Politiker (Freie Wähler)Stephan Wefelscheid (* 1978)

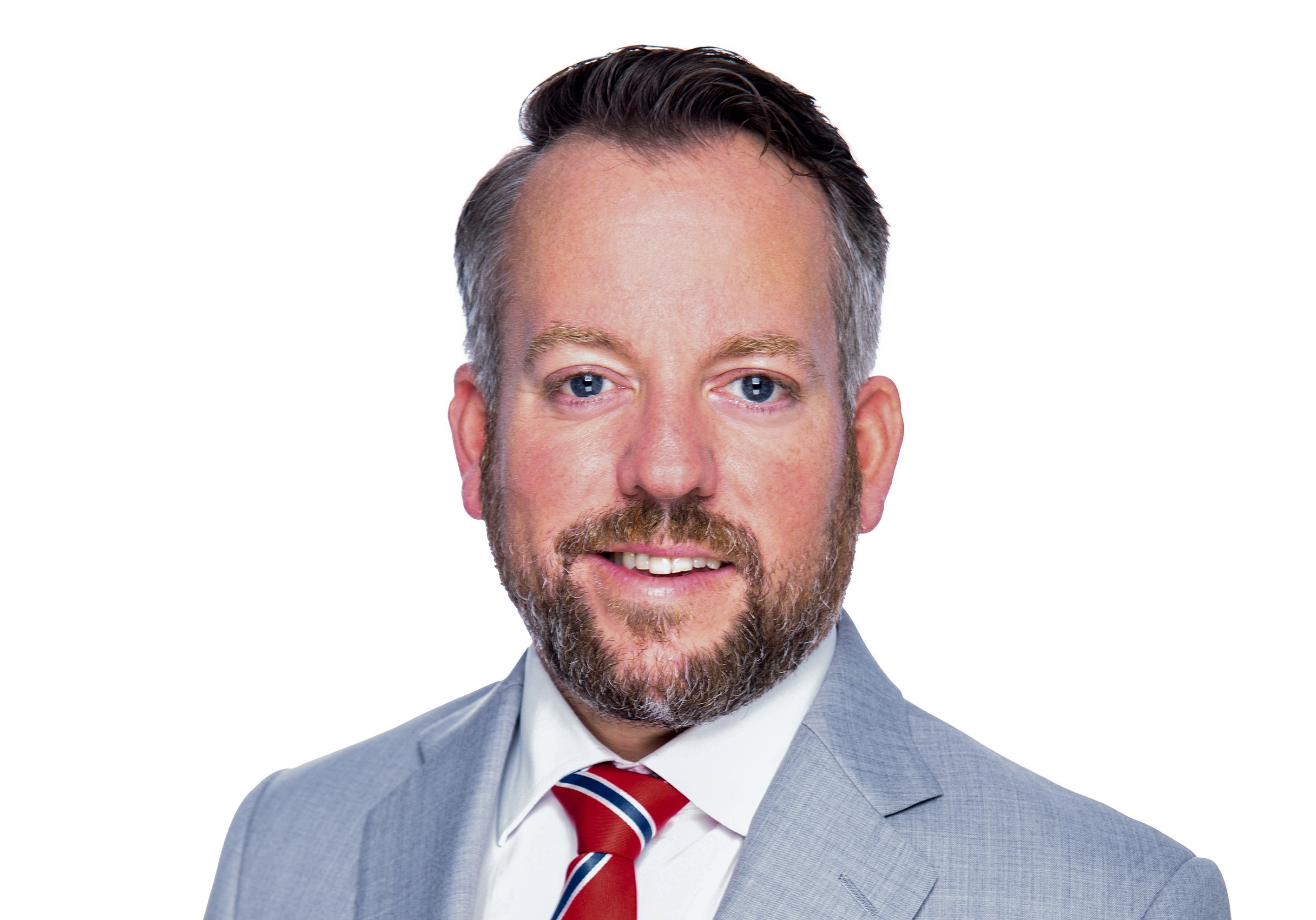
Stephan Wefelscheid (* 1978)

- Wefer, Gerold (* 1944), deutscher Geologe
- Weferling, Erich (1889–1981), deutscher Linguist
- Wefers Bettink, Hendrik (1839–1921), niederländischer Pharmakologe
- Wefers, Sabine (* 1957), deutsche Historikerin und Bibliothekarin

### Wefi
- Wefing, Heinrich (1854–1920), deutscher Bildhauer
- Wefing, Heinrich (* 1965), deutscher Journalist

### Wefr
- Wefring, Ivar (1927–1978), norwegischer Jazzmusiker (Piano)